# Sterigmostemum acanthocarpum
Sterigmostemum acanthocarpum är en korsblommig växtart som först beskrevs av Fisch. och Carl Anton von Meyer, och fick sitt nu gällande namn av Carl Ernst Otto Kuntze. Sterigmostemum acanthocarpum ingår i släktet Sterigmostemum och familjen korsblommiga växter. Inga underarter finns listade i Catalogue of Life.